# ジョン・バーク (系譜学者)

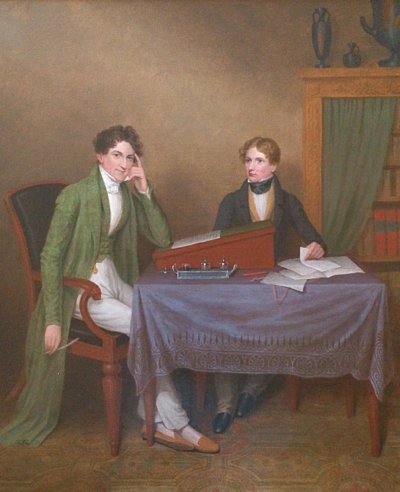
ジョン・バークと息子バーナード・バーク、アダム・バック画。

ジョン・バーク（英語: John Burke、1786年11月12日 – 1848年3月27日）は、イギリスの系譜学者。『バーク貴族・準男爵名鑑』と『バーク地主ジェントリ名鑑』の出版で知られる。

## 生涯

### 出生
ピーター・バーク（Peter Burke、1756年 – 1836年1月13日）と1人目の妻アン・ダウドール（Anne Dowdall、1818年没、マシュー・ダウドールの娘）の長男として、1786年11月12日に生まれた。家族の間の取り決めにより、1836年に父が死去したときに遺産を継承したのは長男であるジョンではなく、その弟ジョセフだった。

### バーク貴族・準男爵名鑑
1811年までにロンドンに移住、そこで詩作を発表した後、1826年に『バーク貴族・準男爵名鑑』を出版した。貴族名鑑はそれまでもアーサー・コリンズ（1760年没）やジョン・デブレット（1753年 – 1822年）、ニコラス・ハリス・ニコラス（1799年 – 1848年）も出版していたが、コリンズやデブレットが爵位をピアレージ別（イングランド貴族、スコットランド貴族、アイルランド貴族）に分けた上、儀礼席次順に並べた。ニコラスが1825年に出版した貴族名鑑ではイングランド貴族のみを収録し、それをアルファベット順に並べた。これに対し、バーク貴族名鑑では全ての貴族がアルファベット順に収録された上、準男爵も含まれており、参照の便利さによりすぐに人気を博した。デブレットの死後も刊行され続けた『デブレット貴族名鑑』はバーク貴族名鑑の人気を見て、1840年にアルファベット順を採用した。
この人気の最中、バークは1828年、1830年、1833年に貴族名鑑の第2から第4版を出版、そのページ数も初版の359ページから第4版の1,300ページと大幅に増えたが、家系の起源に誤情報が多く含まれ、19世紀末にはJ・ホレス・ラウンドにより批判された。また、1831年にA General and Heraldic Dictionary of the Peerages of England, Ireland and Scotland, Extinct, Dormant and in Abeyanceと題する、廃絶・停止・休止した爵位の名鑑も出版しており、以降1840年、1846年、1866年、1883年に再版した。
『バーク貴族名鑑』は以降も刊行を続け、1847年の第9版以降は毎年刊行されるようになった。

### バーク地主ジェントリ名鑑
1831年に『1831年公式カレンダー』（The Official Calendar for 1831）を出版、以降毎年同種のカレンダーを出版する計画を立てたが、結局1831年のカレンダーしか出版されなかった。さらに1833年から1838年まで『バーク地主ジェントリ名鑑』（4巻、八折り判、原題：A Genealogical and Heraldic History of the Commoners of Great Britain and Ireland）を出版したが、オックスフォード英国人名事典によると、地主ジェントリ層の名鑑は貴族名鑑と違い先例がなく、バークの名鑑が史上初だという。その後、1843年から1849年にかけて息子ジョン・バーナードと共同で『バーク地主ジェントリ名鑑』の第2版（1843年 – 1849年、3巻、原題：A Genealogical and Heraldic Dictionary of the Landed Gentry of Great Britain and Ireland）を編集した。

### その他の著作
- The Portrait Gallery of Distinguished Females, including Beauties of the Courts of George IV and William IV（1833年、2巻）
- A Genealogical and Heraldic History of the Extinct and Dormant Baronetcies of England（1838年）
- The Knightage of Great Britain and Ireland（1841年）
- A General Armoury of England, Scotland, and Ireland（1842年）
- Heraldic Illustrations, comprising the Armorial Bearings of all the Principal Families of the Empire, with Pedigrees and Annotations（1844年、1851年に挿画つきで再版）
- The Royal Families of England, Scotland, and Wales, and the Families descended from them（1847年 – 1851年、5巻）

### 死去
1846年に妻が死去すると、プロイセン王国のアーヘンに引退、1848年3月27日に同地で死去した。それまで父とともに名鑑を編集した息子ジョン・バーナードが名鑑出版を引き継いだ。

## 家族
1807年5月6日、ロングフォードでメアリー・オライリー（Mary O'Reilly、1781年/1786年 – 1846年11月12日、バーナード・オライリーの娘）と結婚、4男2女をもうけた。
- ピーター（1811年5月1日 – 1881年3月26日） - 弁護士、生涯未婚[6]
- ジョン・バーナード（1814年1月5日 – 1892年12月12日） - 系譜学者、アルスター統括紋章官（英語版）[6]
- エドワード（1817年3月31日 – 1836年8月27日[6]）
- アン・キャサリン（1818年10月29日 – 1839年7月15日） - 生涯未婚[6]
- ジョージ・オーガスタス（1820年5月7日 – 1836年2月6日[6]）
- メアリー・クラリンダ（1879年2月8日没） - 生涯未婚[6]